# Neue Zeit – Uj kor
Neue Zeit – Uj kor war eine deutsch- und ungarischsprachige Wochenzeitung, die von 1922 bis 1940 in Temeschwar (rum. Timișoara) in Großrumänien erschienen ist. Sie enthielt Nachrichten aus dem In- und Ausland zur politischen Entwicklung, zur Gleichstellungsfrage, zum Leben jüdischer Gemeinden sowie essayistische Texte. Die liberal geprägte Neue Zeit unterstützte die zionistische Bewegung und setzte sich bereits frühzeitig gegen die nach Ende des Ersten Weltkriegs formierten faschistischen Bewegungen ein. Ein besonderes Anliegen der Zeitung war die Durchsetzung von Frauenrechten, die in zahlreichen Artikeln sowie in der Beilage Wizo – Das Blatt der jüdischen Frau / A zsidó nő lapja thematisiert wurden. Darüber hinaus bezeugt die Neue Zeit als zweisprachiges Blatt die Mehrsprachigkeit der Banater Juden.